# Cateterismo cardíaco

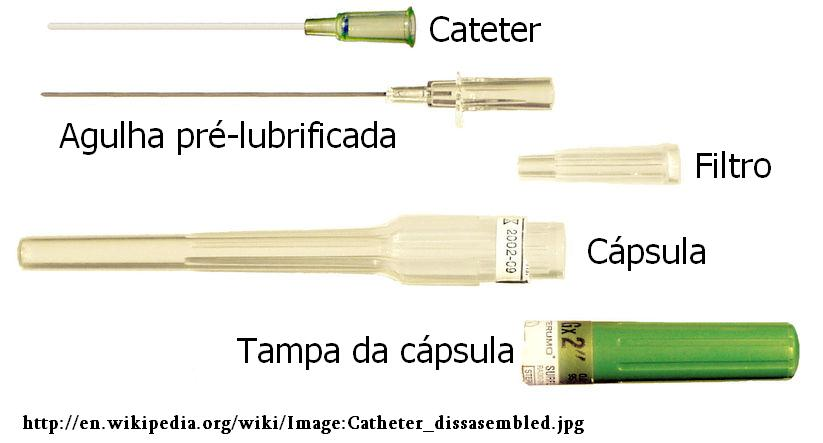
Cateter venoso e arterial.

Cateterismo cardíaco, Cinecoronariografia, Angiografia Coronária ou Estudo Hemodinâmico é um exame invasivo para examinar vasos sanguíneos e o interior do coração. O acesso ao interior do coração é feito através de um tubo longo, fino e flexível, chamado cateter, geralmente com cerca de 2,5 milímetros de diâmetro e 1 metro de comprimento, colocado por um vaso sanguíneo periférico do braço, da coxa ou do pescoço. Tem como objetivo corrigir problemas em veias e artérias, como obstruções.

## Procedimento
Algumas vezes uma substância contrastadora (ou simplesmente contraste) especial é colocada no cateter para fazer com que o interior do coração e vasos sanguíneos apareçam nos raios-x. O contraste pode mostrar se placas ateroscleróticas estreitaram ou bloquearam as artérias coronárias. A aterosclerose é uma doença caracterizada pela formação de placas de gordura no interior de um vaso sanguíneo, que estreitam a passagem no interior desse vaso, podendo bloquear o fluxo de sangue ao coração. Bloqueios nas artérias também podem ser vistos usando ultrassom durante o cateterismo cardíaco. Ultrassom usa ondas sonoras para criar imagens detalhadas dos vasos sanguíneos do coração.
Os médicos podem tomar amostras de sangue e músculo cardíaco durante o cateterismo, assim como realizar pequenas cirurgias cardíacas. Cardiologistas geralmente fazem o cateterismo no hospital com a pessoa acordada durante o procedimento. Há pouca ou nenhuma dor durante o cateterismo, porém a pessoa pode sentir dor no vaso sanguíneo onde o médico inseriu o cateter. O cateterismo cardíaco raramente causa complicações sérias.
Em geral, dura entre 30 e 60 minutos, conforme o procedimento realizado. 
Geralmente é feito em uma sala específica para procedimentos invasivos do hospital com o paciente acordado (anestesia local), deitado sob um aparelho de raio-X. Em criança pode ser usado anestesia geral para evitar agitação.
Após o exame o paciente deve ficar em repouso absoluto por 4 a 6 horas enquanto seus sinais vitais são analisados para prevenir complicações e tratar imprevistos.

## Preparação
Antes do exame é importante:
- Fazer jejum de quatro horas;
- Avaliar se é necessário suspender algum medicamento em uso;
- Procurar repousar.

## Indicações

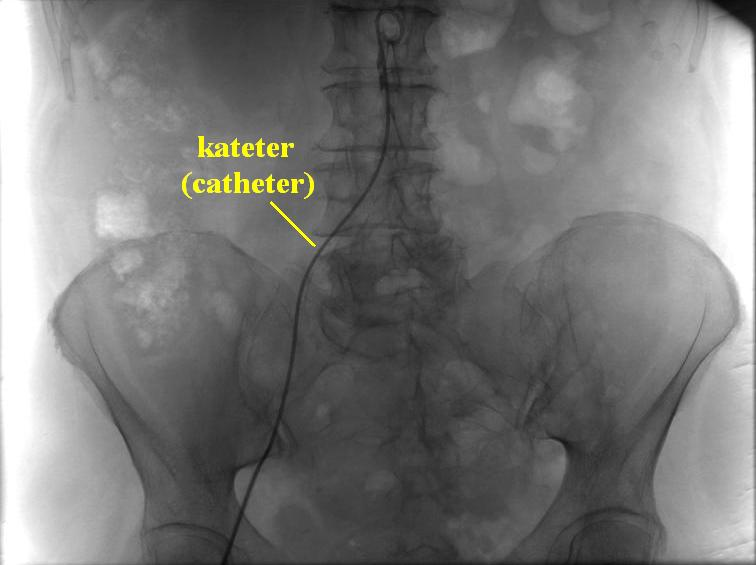
Raio X do cateter dentro do paciente.

O cateterismo cardíaco é usado para diagnóstico e tratamento de várias condições cardíacas. A razão mais comum é para avaliar dor no peito, a qual pode ser sintoma de doença da artéria coronária. Nesse caso, o cateterismo cardíaco pode mostrar se a placa está estreitando ou bloqueando as artérias cardíacas.
É indicado para: 
- Mostrar obstruções das artérias que irrigam a musculatura do coração (artérias coronárias);
- Avaliar alterações do funcionamento das válvulas e do músculo cardíacos;
- Esclarecer as suspeitas de alterações anatômicas não confirmadas por outros exames;
- Mostrar em detalhes uma malformação congênita;
- Desobstruir artérias e válvulas.

## Variações terapêuticas

### Angioplastia
Desobstrução de artéria coronária ou ponte de safena que esteja comprometida por uma placa de gordura ou um coágulo. É feita usando-se um balão que, posicionado e inflado no ponto de estrangulamento, restitui a circulação no vaso. 

### Stent coronário
Fixação de uma tela de aço inoxidável na parede interna do vaso desobstruído durante a angioplastia, para impedir novo estrangulamento. sendo dividido em duas classes: Stents farmacológico e Convencionais. 

### Valvoplastia
Desobstrução de válvulas cardíacas (pulmonar e mitral) por meio de um ou mais balões infláveis, normalizando a livre circulação do sangue. 

## Principais riscos
O cateterismo cardíaco é um procedimento médico de rotina, que raramente (menos de 1% dos casos) causam problemas sérios. 
Entretanto, complicações podem incluir:
- Hemorragia(Sangramento);
- Infecção;
- Dor onde o cateter é inserido;
- Dano aos vasos sanguíneos;
- Reação alérgica ao pigmento e analgésico.

Outras complicações ainda menos comuns incluem:
- Arritmia (batimento cardíaco irregular), a qual vai embora sozinha mas pode necessitar de tratamento se persistir;
- Coágulos sanguíneos que podem desencadear derrame, ataque cardíaco ou outros problemas sérios;
- Pressão sanguínea baixa;
- Acúmulo de sangue ou fluido no saco que envolve o coração (Esse fluido pode impedir que o coração bata apropriadamente).

Raramente as complicações são fatais, pois existem diversos procedimentos para corrigi-los. O risco de complicações com cateterismo cardíaco é maior se a pessoa tem diabetes, doença nos rins ou tiver mais de 75 anos de idade. O risco de complicações também é um pouco maior em mulheres e pessoas que fazem o cateterismo em emergência.Se não tratado pode levar a morte.